# Grand Prix Bahrajnu 2015

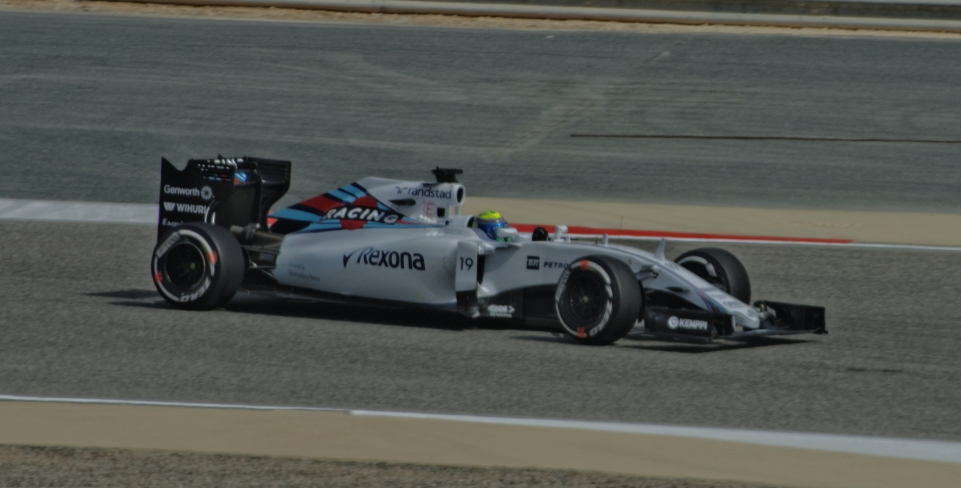
Felipe Massa podczas Grand Prix Bahrajnu 2015

Grand Prix Bahrajnu 2015 (oficjalnie 2015 Formula 1 Gulf Air Bahrain Grand Prix) – czwarta eliminacja Mistrzostw Świata Formuły 1 w sezonie 2015. Grand Prix odbyło się w dniach 17–19 kwietnia 2015 roku na torze Bahrain International Circuit w Sakhir.

## Lista startowa
Źródło: Wyprzedź Mnie!
Na niebieskim tle kierowcy biorący udział jedynie w piątkowych treningach
| Nr | Kierowca         | Zespół                        | Samochód               | Silnik                         | Opony |
| -- | ---------------- | ----------------------------- | ---------------------- | ------------------------------ | ----- |
| 3  | Daniel Ricciardo | Infiniti Red Bull Racing      | Red Bull RB11          | Renault Energy F1-2015 1.6T V6 | P     |
| 5  | Sebastian Vettel | Scuderia Ferrari              | Ferrari SF15-T         | Ferrari 059/4 1.6T V6          | P     |
| 6  | Nico Rosberg     | Mercedes AMG Petronas F1 Team | Mercedes F1 W06 Hybrid | Mercedes-Benz PU106B 1.6T V6   | P     |
| 7  | Kimi Räikkönen   | Scuderia Ferrari              | Ferrari SF15-T         | Ferrari 059/4 1.6T V6          | P     |
| 8  | Romain Grosjean  | Lotus F1 Team                 | Lotus E23 Hybrid       | Mercedes-Benz PU106B 1.6T V6   | P     |
| 9  | Marcus Ericsson  | Sauber F1 Team                | Sauber C34             | Ferrari 059/4 1.6T V6          | P     |
| 11 | Sergio Pérez     | Sahara Force India F1 Team    | Force India VJM08      | Mercedes-Benz PU106B 1.6T V6   | P     |
| 12 | Felipe Nasr      | Sauber F1 Team                | Sauber C34             | Ferrari 059/4 1.6T V6          | P     |
| 13 | Pastor Maldonado | Lotus F1 Team                 | Lotus E23 Hybrid       | Mercedes-Benz PU106B 1.6T V6   | P     |
| 14 | Fernando Alonso  | McLaren Mercedes              | McLaren MP4-30         | Honda RA615H 1.6T V6           | P     |
| 19 | Felipe Massa     | Williams Martini Racing       | Williams FW37          | Mercedes-Benz PU106B 1.6T V6   | P     |
| 22 | Jenson Button    | McLaren Mercedes              | McLaren MP4-30         | Honda RA615H 1.6T V6           | P     |
| 26 | Daniił Kwiat     | Infiniti Red Bull Racing      | Red Bull RB11          | Renault Energy F1-2015 1.6T V6 | P     |
| 27 | Nico Hülkenberg  | Sahara Force India F1 Team    | Force India VJM08      | Mercedes-Benz PU106B 1.6T V6   | P     |
| 28 | Will Stevens     | Manor Marussia F1 Team        | Marussia MR03B         | Ferrari 059/3 1.6T V6          | P     |
| 30 | Jolyon Palmer    | Lotus F1 Team                 | Lotus E23              | Mercedes-Benz PU106B 1.6T V6   | P     |
| 33 | Max Verstappen   | Scuderia Toro Rosso           | Toro Rosso STR10       | Renault Energy F1-2015 1.6T V6 | P     |
| 44 | Lewis Hamilton   | Mercedes AMG Petronas F1 Team | Mercedes F1 W06 Hybrid | Mercedes-Benz PU106B 1.6T V6   | P     |
| 55 | Carlos Sainz Jr. | Scuderia Toro Rosso           | Toro Rosso STR10       | Renault Energy F1-2015 1.6T V6 | P     |
| 77 | Valtteri Bottas  | Williams Martini Racing       | Williams FW37          | Mercedes-Benz PU106B 1.6T V6   | P     |
| 98 | Roberto Merhi    | Manor Marussia F1 Team        | Marussia MR03B         | Ferrari 059/3 1.6T V6          | P     |
| Nr | Kierowca         | Zespół                        | Samochód               | Silnik                         | Opony |

## Wyniki

### Sesje treningowe
Źródło: Wyprzedź Mnie!
| Sesja | Nr | Kierowca       | Konstruktor | Czas     | Okr. |
| ----- | -- | -------------- | ----------- | -------- | ---- |
| 1     | 7  | Kimi Räikkönen | Ferrari     | 1:37,827 | 13   |
| 2     | 6  | Nico Rosberg   | Mercedes    | 1:34,647 | 31   |
| 3     | 44 | Lewis Hamilton | Mercedes    | 1:34,599 | 13   |

### Kwalifikacje
Źródło: Wyprzedź Mnie!
| Poz. | Nr | Kierowca         | Konstruktor          | Q1       | Q2       | Q3       | Poz. s. |
| --- | --- | ---------------- | -------------------- | -------- | -------- | -------- | ------- |
| 1 | 44 | Lewis Hamilton   | Mercedes             | 1:33,927 | 1:32,668 | 1:32,570 | 1       |
| 2 | 5 | Sebastian Vettel | Ferrari              | 1:34,918 | 1:33,623 | 1:32,981 | 2       |
| 3 | 6 | Nico Rosberg     | Mercedes             | 1:34,397 | 1:33,878 | 1:33,129 | 3       |
| 4 | 7 | Kimi Räikkönen   | Ferrari              | 1:34,567 | 1:33,540 | 1:33,227 | 4       |
| 5 | 77 | Valtteri Bottas  | Williams–Mercedes    | 1:34,161 | 1:33,897 | 1:33,381 | 5       |
| 6 | 19 | Felipe Massa     | Williams–Mercedes    | 1:34,487 | 1:33,551 | 1:33,743 | PIT     |
| 7 | 3 | Daniel Ricciardo | Red Bull–Renault     | 1:34,691 | 1:34,403 | 1:33,831 | 7       |
| 8 | 27 | Nico Hülkenberg  | Force India–Mercedes | 1:35,653 | 1:34,612 | 1:34,450 | 8       |
| 9 | 55 | Carlos Sainz Jr. | Toro Rosso–Renault   | 1:35,370 | 1:34,641 | 1:34,462 | 9       |
| 10 | 8 | Romain Grosjean  | Lotus–Mercedes       | 1:35,007 | 1:34,123 | 1:34,483 | 10      |
| 11 | 11 | Sergio Pérez     | Force India–Mercedes | 1:35,450 | 1:34,703 | –        | 11      |
| 12 | 12 | Felipe Nasr      | Sauber–Ferrari       | 1:35,310 | 1:34,736 | –        | 12      |
| 13 | 9 | Marcus Ericsson  | Sauber–Ferrari       | 1:35,438 | 1:35,034 | –        | 13      |
| 14 | 14 | Fernando Alonso  | McLaren–Honda        | 1:35,204 | 1:35,039 | –        | 14      |
| 15 | 33 | Max Verstappen   | Toro Rosso–Renault   | 1:35,611 | 1:35,102 | –        | 15      |
| 16 | 13 | Pastor Maldonado | Lotus–Mercedes       | 1:35,677 | –        | –        | 16      |
| 17 | 26 | Daniił Kwiat     | Red Bull–Renault     | 1:35,799 | –        | –        | 17      |
| 18 | 28 | Will Stevens     | Marussia–Ferrari     | 1:38,712 | –        | –        | 18      |
| 19 | 98 | Roberto Merhi    | Marussia–Ferrari     | 1:39,721 | –        | –        | 19      |
| | 22 | Jenson Button    | McLaren–Honda        | –        | –        | –        | 20      |
| Poz. | Nr | Kierowca         | Konstruktor          | Q1       | Q2       | Q3       | Poz. s. |
| \| Legenda \| Legenda \| \| ------------------------ \| ---------------------------------------------------------------------------------------------------------------------------------------------------------------------------------------------------------------------------------------------------------------- \| \| Poz. Nr Q1 Q2 Q3 Poz. s. \| Pozycja zajęta w sesji kwalifikacyjnej Numer startowy kierowcy Wynik uzyskany w pierwszej części kwalifikacji Wynik uzyskany w drugiej części kwalifikacji Wynik uzyskany w trzeciej części kwalifikacji Pozycja startowa po uwzględnięniu kar, przesunięć, itp. \| | |                  |                      |          |          |          |         |
| Legenda | |                  |                      |          |          |          |         |
| Poz. Nr Q1 Q2 Q3 Poz. s. | Pozycja zajęta w sesji kwalifikacyjnej Numer startowy kierowcy Wynik uzyskany w pierwszej części kwalifikacji Wynik uzyskany w drugiej części kwalifikacji Wynik uzyskany w trzeciej części kwalifikacji Pozycja startowa po uwzględnięniu kar, przesunięć, itp. |                  |                      |          |          |          |         |

### Wyścig
Źródło: Wyprzedź Mnie!
| P                                                     | + / –     | Nr | Kierowca         | Konstruktor          | Okr. | Czas / Strata | Komentarz         |
| ----------------------------------------------------- | --------- | -- | ---------------- | -------------------- | ---- | ------------- | ----------------- |
| 1                                                     | Bez zmian | 44 | Lewis Hamilton   | Mercedes             | 57   | 1h35m05,809   |                   |
| 2                                                     | 2         | 7  | Kimi Räikkönen   | Ferrari              | 57   | +0:03,380     |                   |
| 3                                                     | Bez zmian | 6  | Nico Rosberg     | Mercedes             | 57   | +0:06,033     |                   |
| 4                                                     | 1         | 77 | Valtteri Bottas  | Williams–Mercedes    | 57   | +0:42,957     |                   |
| 5                                                     | 3         | 5  | Sebastian Vettel | Ferrari              | 57   | +0:43,989     |                   |
| 6                                                     | 1         | 3  | Daniel Ricciardo | Red Bull–Renault     | 57   | +1:01,751     |                   |
| 7                                                     | 3         | 8  | Romain Grosjean  | Lotus–Mercedes       | 57   | +1:24,763     |                   |
| 8                                                     | 3         | 11 | Sergio Pérez     | Force India–Mercedes | 56   | +1 okr.       |                   |
| 9                                                     | 8         | 26 | Daniił Kwiat     | Red Bull–Renault     | 56   | +1 okr.       |                   |
| 10                                                    | 4         | 19 | Felipe Massa     | Williams–Mercedes    | 56   | +1 okr.       |                   |
| 11                                                    | 3         | 14 | Fernando Alonso  | McLaren–Honda        | 56   | +1 okr.       |                   |
| 12                                                    | Bez zmian | 12 | Felipe Nasr      | Sauber–Ferrari       | 56   | +1 okr.       |                   |
| 13                                                    | 5         | 27 | Nico Hülkenberg  | Force India–Mercedes | 56   | +1 okr.       |                   |
| 14                                                    | 1         | 9  | Marcus Ericsson  | Sauber–Ferrari       | 56   | +1 okr.       |                   |
| 15                                                    | 1         | 13 | Pastor Maldonado | Lotus–Mercedes       | 56   | +1 okr.       |                   |
| 16                                                    | 2         | 28 | Will Stevens     | Marussia–Ferrari     | 55   | +2 okr.       |                   |
| 17                                                    | 2         | 98 | Roberto Merhi    | Marussia–Ferrari     | 54   | +3 okr.       |                   |
| Niesklasyfikowani                                     |           |    |                  |                      |      |               |                   |
|                                                       |           | 33 | Max Verstappen   | Toro Rosso–Renault   | 34   | +23 okr.      | elektryka         |
|                                                       |           | 55 | Carlos Sainz Jr. | Toro Rosso–Renault   | 29   | +28 okr.      | niedokręcone koło |
| Nie wystartowali / niedopuszczeni do ponownego startu |           |    |                  |                      |      |               |                   |
|                                                       |           | 22 | Jenson Button    | McLaren–Honda        |      |               | elektryka         |
| P                                                     | + / –     | Nr | Kierowca         | Konstruktor          | Okr. | Czas / Strata | Komentarz         |

### Najszybsze okrążenie
Źródło: Wyprzedź Mnie!
| Nr | Kierowca       | Konstruktor | Czas     | Okr. |
| -- | -------------- | ----------- | -------- | ---- |
| 7  | Kimi Räikkönen | Ferrari     | 1:36,311 | 42   |

## Prowadzenie w wyścigu
Źródło: Racing–Reference.info
| Nr                              | Kierowca       | Okrążenia          | Suma |
| ------------------------------- | -------------- | ------------------ | ---- |
| 44                              | Lewis Hamilton | 1–15, 17-33, 39-57 | 49   |
| 7                               | Kimi Räikkönen | 15-17, 34-39       | 7    |
| 6                               | Nico Rosberg   | 33-34              | 1    |
| \| Wykres \| \| ------ \| \| \| |                |                    |      |
| Wykres                          |                |                    |      |
|                                 |                |                    |      |

## Klasyfikacja po zakończeniu wyścigu

### Kierowcy
| P                 | +/− | Kierowca         | Starty | Punkty | P1 | P2 | P3 | PP | NO | NS |
| ----------------- | --- | ---------------- | ------ | ------ | -- | -- | -- | -- | -- | -- |
| 1                 | 0   | Lewis Hamilton   | 4      | 93     | 3  | 1  | –  | 4  | 2  | –  |
| 2                 | +1  | Nico Rosberg     | 4      | 66     | –  | 2  | 2  | –  | 1  | –  |
| 3                 | −1  | Sebastian Vettel | 4      | 65     | 1  | –  | 2  | –  | –  | –  |
| 4                 | +1  | Kimi Räikkönen   | 4      | 42     | –  | 1  | –  | –  | 1  | 1  |
| 5                 | −1  | Felipe Massa     | 4      | 31     | –  | –  | –  | –  | –  | –  |
| 6                 | 0   | Valtteri Bottas  | 3      | 30     | –  | –  | –  | –  | –  | –  |
| 7                 | +1  | Daniel Ricciardo | 4      | 19     | –  | –  | –  | –  | –  | –  |
| 8                 | −1  | Felipe Nasr      | 4      | 14     | –  | –  | –  | –  | –  | –  |
| 9                 | 0   | Romain Grosjean  | 4      | 12     | –  | –  | –  | –  | –  | 1  |
| 10                | 0   | Nico Hülkenberg  | 4      | 6      | –  | –  | –  | –  | –  | 1  |
| 11                | 0   | Max Verstappen   | 4      | 6      | –  | –  | –  | –  | –  | 2  |
| 12                | 0   | Carlos Sainz Jr. | 4      | 6      | –  | –  | –  | –  | –  | 1  |
| 13                | +2  | Sergio Pérez     | 4      | 5      | –  | –  | –  | –  | –  | –  |
| 14                | −1  | Marcus Ericsson  | 4      | 5      | –  | –  | –  | –  | –  | 1  |
| 15                | −1  | Daniił Kwiat     | 3      | 4      | –  | –  | –  | –  | –  | 1  |
| 16                | +1  | Fernando Alonso  | 3      | 0      | –  | –  | –  | –  | –  | 1  |
| 17                | −1  | Jenson Button    | 3      | 0      | –  | –  | –  | –  | –  | 1  |
| 18                | 0   | Roberto Merhi    | 4      | 0      | –  | –  | –  | –  | –  | –  |
| 19                | 0   | Will Stevens     | 3      | 0      | –  | –  | –  | –  | –  | –  |
| 20                | N   | Pastor Maldonado | 4      | 0      | –  | –  | –  | –  | –  | 3  |
| Niesklasyfikowani |     |                  |        |        |    |    |    |    |    |    |
|                   |     | Kevin Magnussen  | –      | –      | –  | –  | –  | –  | –  | –  |
| P                 | +/− | Kierowca         | Starty | Punkty | P1 | P2 | P3 | PP | NO | NS |

### Konstruktorzy
| P  | +/− | Konstruktor             | Starty | Punkty | P1 | P2 | P3 | PP | NO | NS |
| -- | --- | ----------------------- | ------ | ------ | -- | -- | -- | -- | -- | -- |
| 1  | 0   | Mercedes                | 8      | 159    | 3  | 3  | 2  | 4  | 3  | –  |
| 2  | 0   | Ferrari                 | 8      | 107    | 1  | 1  | 2  | –  | 1  | 1  |
| 3  | 0   | Williams Mercedes       | 7      | 61     | –  | –  | –  | –  | –  | –  |
| 4  | +1  | Red Bull Racing Renault | 8      | 23     | –  | –  | –  | –  | –  | 2  |
| 5  | −1  | Sauber Ferrari          | 8      | 19     | –  | –  | –  | –  | –  | 1  |
| 6  | +2  | Lotus Mercedes          | 8      | 12     | –  | –  | –  | –  | –  | 4  |
| 7  | −1  | STR Renault             | 8      | 12     | –  | –  | –  | –  | –  | 3  |
| 8  | −1  | Force India Mercedes    | 8      | 11     | –  | –  | –  | –  | –  | 1  |
| 9  | 0   | McLaren Honda           | 6      | 0      | –  | –  | –  | –  | –  | 2  |
| 10 | N   | Marussia Ferrari        | 5      | 0      | –  | –  | –  | –  | –  | –  |
| P  | +/− | Konstruktor             | Starty | Punkty | P1 | P2 | P3 | PP | NO | NS |